# René Steinke
René Dan Steinke (* 16. listopadu 1963, Východní Berlín, NDR) je německý herec. Známým se stal především rolí vrchního komisaře Toma Kranicha v seriálu Kobra 11.

## Život
Se svou o dva roky mladší sestrou Simone vyrůstal ve Východním Berlíně.
Vystudoval polytechnickou školu (elektrotechniku; obdoba naší střední průmyslové školy), poté se živil jako řidič sanitky Červeného kříže. V roce 1986 hrál poprvé hlavní roli ve filmu Vernehmung der Zeugen (režie Gunther Scholz). V letech 1989–1993 studoval na herecké škole Ernsta Busche v Berlíně. Poté získal angažmá v divadle Berliner Volksbühne. Od roku 1995 je samostatně výdělečnou osobou.
V letech 1999–2001 a poté 2004–2006 hrál v seriálu televize RTL Kobra 11 vrchního komisaře Toma Kranicha. V roce 2001 se objevil i v seriálu Kobra 11: Nasazení týmu 2 v pilotním díle „Most smrti“. Ve filmu Guerra e Amore si zahrál s kolegyní ze seriálu Kobra 11 Charlotte Schwabovou a ve filmu Hammer und Hart s Erdoğanem Atalayem, Gottfriedem Vollmerem a Hendrikem Durynem.
Od srpna 2003 do roku 2006 žil s rakouskou herečkou Susanne Michelovou (* 1965). Hovoří plynně německy, anglicky a španělsky. 

## Filmografie
- 1986: Vernehmung der Zeugen
- 1987: Marie Grubbe
- 1990: Alter schützt vor Liebe nicht
- 1995: Imken, Anna und Maria oder Besuch aus der Zone
- 1996: Nikolaikirche
- 1996: Doktor z venkova
- 1996: Seitensprung in den Tod
- 1996: Ein Mord für Quandt (díl: Die Schlinge)
- 1997: Létající doktoři
- 1997: Die Wache (díl: Der Chinese)
- 1997: Eine Familie zum Küssen
- 1997: Polizeiruf 110
- 1998: Horečka
- 1998: Happy Birthday (díl: Unschuldig schuldig)
- 1998: Zakázaná láska
- 1999: Mordkommission (díl: Mord auf der Go-Kart-Bahn)
- 1999–2001: Kobra 11
- 2001: Kobra 11: Nasazení týmu 2
- 2002: Chci tě
- 2002: Odvážní andělé (díl: Der Maulwurf))
- 2002: Josephine!
- 2003: Edel & Starcková (díl: Ferrari fahren und sterben)
- 2003: Doktor ve Wachau
- 2003: Kletba rodu Pembertonů
- 2004: Rok do svatby
- 2004–2006: Kobra 11
- 2005: Die Braut von der Tankstelle
- 2006: Hammer und Hart
- 2006–2007: Pastewka
- 2006: Küss mich, Genosse!
- 2007: Die Jäger des Ostsee-Schatzes
- 2007: Entführt – Ich hol dich da raus
- 2008: Plötzlich Papa – Einspruch abgelehnt!
- 2009: E-Mail ins Glück
- 2009: Klick ins Herz
- 2009: Speciální tým Kolín
- 2009: Auch Lügen will gelernt sein
- 2010: Zvláštní jednotka, Lipsko (díl: Letzter Abend DDR)
- 2010: Carla
- 2011: Pobřežní stráž (díl: Eisige Stille)
- 2011: Policie Hamburk (díl: Goldfisch)
- Od 2012: Poslední polda
- 2012: Pastewka

## Divadlo
- 1993–1995: Volksbühne Berlin
  - Othello – role: Cassio, režie: Andreas Kriegenburg
  - Rosa Luxemburg – různé role, režie: Johann Kresnik
  - Boris Godunow – role: Fürst Kurbsky, režie: Gero Troike
  - Der gute Mensch von Sezuan – role: Sun, režie: Andreas Kriegenburg